# Schnitzerswustung
Schnitzerswustung ist ein Gemeindeteil des Marktes Mitwitz im Landkreis Kronach (Oberfranken, Bayern).

## Geographie
Der Weiler liegt an der Föritz und am Pfadenmusgraben, der dort als linker Zufluss mündet. Die Föritzau mit der Weiherkette des Pfadenmusgrabens ist ein Naturschutzgebiet. Ein Anliegerweg führt nach Schwärzdorf (0,2 km westlich).

## Geschichte
Schnitzerswustung wurde in der ersten Hälfte des 19. Jahrhunderts auf dem Gemeindegebiet von Neundorf gegründet. Am 1. Januar 1974 wurde Schnitzerswustung mit Neundorf im Zuge der Gebietsreform in Bayern nach Mitwitz eingegliedert.

### Einwohnerentwicklung
| Jahr      | 001854 | 001861 | 001871 | 001885 | 001900 | 001925 | 001950 | 001961 | 001970 | 001987 |
| Einwohner |        | 8      | 6      | 7      | 5      | 7      | 15     | 25     | 22     | 31     |
| Häuser    | 1      |        |        | 1      | 1      | 1      | 3      | 5      |        | 6      |
| Quelle    | [ 4 ]  | [ 6 ]  | [ 7 ]  | [ 8 ]  | [ 9 ]  | [ 10 ] | [ 11 ] | [ 12 ] | [ 13 ] | [ 1 ]  |

## Religion
Der Ort ist evangelisch-lutherisch geprägt und nach St. Jakobus (Mitwitz) gepfarrt.